# Paula Schneiders
Paula Schneiders (20 de febrero de 2001) es una deportista de Alemania que compite en atletismo. Ganó una medalla de oro en el Campeonato Europeo de Atletismo Sub-20 de 2019, en la prueba de 3000 m obstáculos.